# Claudio Reyna
Pour les articles homonymes, voir Reyna.
Claudio Reyna (né le 20 juillet 1973 à Linvingston, New Jersey, États-Unis) est un joueur de football. Il était le capitaine de l'équipe nationale des États-Unis, avant de prendre sa retraite internationale après l'élimination des États-Unis de la Coupe du monde 2006. Claudio a la particularité d'avoir un père argentin et ex-footballeur professionnel et une mère portugaise. Pouvant choisir l'un de ses pays d'origine pour sa nationalité sportive, il décida de faire carrière pour son pays de naissance, les États-Unis.
Son fils Giovanni, est également footballeur.

## Sa carrière en club

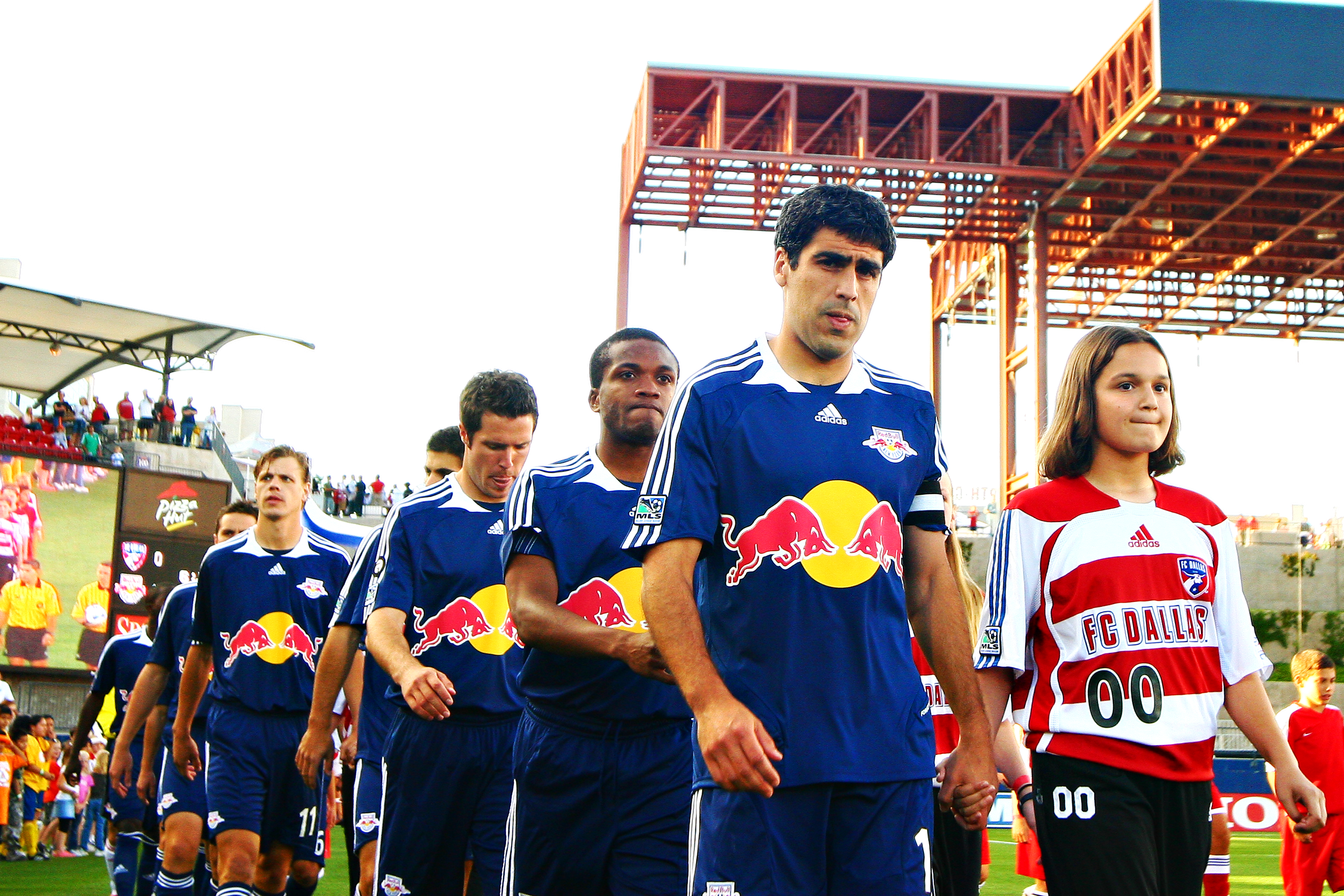
Claudio Reyna et son équipe les Red Bulls de New York

Le 8 août 1994, Claudio Reyna signe un contrat avec le club allemand du Bayer Leverkusen, après la Coupe du monde 1994 aux États-Unis (Reyna n'ayant pas joué le moindre match, étant blessé). Il aura beaucoup de difficulté pour trouver du temps de jeu, en faisait seulement 5 apparitions dans l'équipe première. Finalement, le club de Leverkusen prête Claudio au VfL Wolfsburg, en juillet 1997. Et contrairement à son expérience à Leverkusen, Claudio s'imposera rapidement comme un titulaire indiscutable au milieu de terrain du club de Wolfsburg, devenant même le capitaine de cette équipe (il devient, par la même occasion, le premier joueur américain capitaine de club d'un championnat Européen majeur).
À la mi-saison de sa 2e année à Wolfsburg, le club écossais des Glasgow Rangers, le club le plus titré d'Écosse, s'intéresse de près à lui. Finalement, Claudio Reyna rejoint les Rangers le 1er avril 1999. Le transfert est alors estimé à 900 000 $ pour Wolfsburg et 2,76M$ pour le Bayer Leverkusen. Reyna reste aux Rangers jusqu'en décembre 2001 avec un bilan plus que positif dans le championnat écossais. Bien que Reyna se soit révélé, en sélection nationale, au poste de milieu créateur, l’entraîneur des Rangers l'utilisa, la plupart du temps, milieu défensif ou latéral droit. Ses statistiques n'en sont que plus respectables : 10 buts en 64 matchs pour les Rangers. Il quitte alors le club écossais pour le Premier League, fin 2001, et rejoint le club de Sunderland.
En octobre 2002, il se blesse au ligament antérieur du genou. Il reste éloigné des terrains pendant la quasi-totalité de la saison 2002-2003. Il ne peut donc aider Sunderland à se maintenir en Premier League pour la saison suivante. Du fait de sa relégation en First Division (2e division Anglaise), Sunderland ne peut plus assumer le salaire trop important de Reyna et le cède à Manchester City à l'inter-saison 2003. Hélas pour Claudio, il connaîtra plusieurs pépins physiques lors de sa première saison chez les Citizens. Il participera seulement à 30 matchs, toutes compétitions confondues. Ses blessures à répétition l'éloigneront des terrains 6 mois, pour la saison 2004-2005. En 3 saisons et demi à Manchester City, Reyna prend part à 87 matchs et marque seulement 4 buts.
Le 11 janvier 2007, Stuart Pearce, le manager de Manchester City, annonce que le club est disposé à rompre le contrat de Reyna pour qu'il puisse retourner aux États-Unis pour des raisons personnelles. Cette décision sera effective le 23 janvier 2007. Le lendemain de la rupture de son contrat, il s'engage pour les Red Bull New York, club du New Jersey (état de naissance de Claudio). Il rejoint donc, pour la 1re fois de sa carrière, et à 35 ans, la Major League Soccer, le championnat de Soccer Américain. Et signe du destin, l'entraîneur du club New Yorkais n'est autre que Bruce Arena, le même entraîneur qui avait formé le jeune Reyna au début de sa carrière de footballeur, à l'Université de Virginie et, également, l'ancien sélectionneur national américain. Claudio est alors le capitaine des Red Bull New York durant la saison 2007 et 2008. Néanmoins, de nombreuses blessures ainsi qu'une hernie discale l'empêchent de jouer et il ne dispute que seulement 27 matchs durant ses 2 saisons aux États-Unis. Le 16 juillet 2008, il met un terme à sa carrière professionnelle.

## Sa carrière en sélection
Sa carrière internationale a commencé en 1994, face à la Norvège. Avec 112 sélections, Claudio Reyna est un des joueurs Américains les plus capés de l'histoire.
Il a participé à la Gold Cup en 2003 et à la Coupe des confédérations en 2003.
Claudio Reyna, de père argentin et ex-joueur professionnel et de mère portugaise, est sans conteste le footballeur le plus emblématique aux États-Unis. Il participe notamment à quatre Coupes du monde (1994, 1998, 2002, 2006) et a intégré l'équipe FIFA All Star de la Coupe du monde 2002 (et est, à ce jour, le seul Américain à avoir réussi telle performance) après un Mondial asiatique de toute beauté. Les États-Unis se feront seulement éliminer face au futur finaliste, l'Allemagne, en quart de finale (1-0).
Après sa participation à la Coupe du monde 2006, en Allemagne, Claudio décide de prendre sa retraite internationale (112 sélections / 8 buts).

## Palmarès
Avec les Glasgow Rangers :
- Champion d'Écosse : 1999 et 2000
- Vainqueur de la Coupe d'Écosse : 1999 et 2000

Avec Wolfsburg :
- Vice-Champion d'Allemagne : 1997

Avec les États-Unis:
- Finaliste de la Gold Cup : 2003

### Distinctions individuels
- Trophée Hermann 1993
- Membre de l'équipe type de la Coupe du monde 2002